# František Glazar
František Glazar (* 1980) je český fyzicky handicapovaný stolní tenista. Závodí v kategorii T3.
Dvakrát se zúčastnil letních paralympijských her, kde v soutěži družstev vypomohl k medailím. V Sydney 2000 získal český tým s Františkem Glazarem bronzovou medaili, na LPH 2004 v Athénách družstvo vybojovalo zlato. Kromě toho závodil i v soutěžích jednotlivců, roku 2000 se dostal do osmifinále, v roce 2004 nepostoupil ze základní skupiny. Na evropských šampionátech získal v roce 2001 zlatou medaili v družstvech a o dva roky později stříbrnou medaili v jednotlivcích.